# Шимнику де Жос (Долж)
Шимнику де Жос (рум. Șimnicu de Jos) насеље је у Румунији у жупанији Долж у граду Крајова. Место се налази на надморској висини од 147 m.

## Становништво
Према подацима из 2002. године у насељу је живело 1095 становника, од којих су сви румунске националности.